# Hermann End
Hermann End (* 2. Mai 1942 in Nürnberg; † 9. Mai 2017 ebenda) war ein deutscher Hockeyspieler. Er war 1968 Olympiavierter.

## Sportliche Karriere
Hermann End bestritt zwischen 1962 und 1969 insgesamt 15 Länderspiele. Bei den Olympischen Spielen 1968 in Mexiko-Stadt wirkte er in zwei Spielen mit. Am Ende des Turniers unterlag die deutsche Mannschaft im Spiel um den dritten Platz der indischen Mannschaft mit 1:2 und belegte den vierten Platz.
1963 wurde die deutsche Nationalmannschaft nach dem Länderturnier in Lyon, an dem auch End teilnahm, zur Mannschaft des Jahres gewählt.
Hermann End spielte beim Nürnberger HTC, wo er anfangs mit seinem Bruder Wolfgang End zusammen in der Mannschaft stand. 1964 war Hermann End mit dem Uhlenhorster HC aus Hamburg deutscher Hallenmeister.